# Stanislav Konopásek
Stanislav Konopásek (ur. 18 kwietnia 1923 w Hořovicach, zm. 6 marca 2008 w Pradze) – czeski hokeista i trener, reprezentant Czechosłowacji.
W 1950 został aresztowany i skazany na 12 lat za rzekomą próbę ucieczki za granicę (uwolniony po 5 latach)..

## Kariera klubowa
- LTC Praga (1935–1950)
- Tatru Smíchov (1955–1956)
- Sparta Praga (1956–1962)
- Motorlet Praga (1962–1963)

W najwyższej klasie rozgrywkowej grał od 1940. W czechosłowackeij Ekstralidze rozegrał 130 spotkań i strzelił 92 gole. Zdobył trzy tytuły mistrza Protektoratu Czech i Moraw z LTC Praga (1942, 1943, 1944).

## Kariera reprezentacyjna
Stanislav Konopásek w reprezentacji Czechosłowacji rozegrał 50 spotkań i strzelił 69 goli. Występował z numerem 5.
Z reprezentacją brał udział w Igrzyskach Olimpijskich (będących równocześnie mistrzostwami świata) w 1948 na których zdobył srebrny medal oraz na Mistrzostwach Świata w 1947 i 1949 na których wywalczył złote medale.

## Kariera trenerska
- Motorlet Praga (1963–1965)
- GKS Katowice (1965–1968)
- Sparta Praga (1968–1973)

## Wyróżnienia
- Galeria Sławy czeskiego hokeja na lodzie: 2008